# Sovětská liga ledního hokeje 1974/1975
Sezóna 1974/1975 byla 29. sezonou Sovětské ligy ledního hokeje. Mistrem se stal tým CSKA Moskva.
Tým Krystall Saratov sestoupil. Ze 2. ligy postoupil celek Sibir Novosibirsk. Tým SKA Leningrad v baráži proti druhému celku 2. ligy - Avtomobilist Sverdlovsk zvítězil 2:0 a 6:2 a udržel se.

## Konečné pořadí
| #  | Tým                  | Z  | V  | R | P  | Sk.     | B  |
| -- | -------------------- | -- | -- | - | -- | ------- | -- |
| 1  | CSKA Moskva          | 36 | 25 | 3 | 8  | 196-122 | 53 |
| 2  | Křídla Sovětů Moskva | 36 | 21 | 3 | 12 | 185-134 | 45 |
| 3  | Spartak Moskva       | 36 | 19 | 6 | 11 | 157-144 | 44 |
| 4  | Chimik Voskresensk   | 36 | 16 | 9 | 11 | 119-120 | 41 |
| 5  | Dynamo Riga          | 36 | 15 | 9 | 12 | 152-143 | 39 |
| 6  | Dynamo Moskva        | 36 | 15 | 4 | 17 | 133-143 | 34 |
| 7  | Traktor Čeljabinsk   | 36 | 15 | 2 | 19 | 139-167 | 32 |
| 8  | Torpedo Gorkij       | 36 | 12 | 4 | 20 | 142-169 | 28 |
| 9  | SKA Leningrad        | 36 | 10 | 4 | 22 | 116-152 | 24 |
| 10 | Krystall Saratov     | 36 | 6  | 8 | 22 | 112-157 | 20 |